# Brian George
Brian George (ur. 1 lipca 1952 w Jerozolimie) – brytyjsko-izraelski aktor. Zazwyczaj grywa postacie południowoazjatyckiego pochodzenia; najbardziej kojarzony jest z roli pakistańskiego restauratora Babu Bhatta w sitcomie NBC Kroniki Seinfelda.

## Filmografia (wybór)
- Kroniki Seinfelda (Seinfeld, 1991–1998) (serial TV)
- The Nanny (sezon 1 odcinek 6) (serial TV)
- Star Trek: Deep Space Nine (1997) (serial TV)
- Mike, Lu i Og (Mike, Lu & Og, 1999–2000) (serial TV)
- Zakazany owoc (Keeping the Faith, 2000)
- Ghost World (2001)
- Gra w różowe (Touch of Pink, 2004)
- Pracownik miesiąca (Employee of the Month, 2006)
- Once Upon a Time in Wonderland (2013) jako sułtan Agrabahu i ojciec Jafara